# Stowarzyszenie Miłośników Ziemi Mazowieckiej „Masław”
Stowarzyszenie Miłośników Ziemi Mazowieckiej „Masław” – organizacja pozarządowa mająca na celu działania na rzecz popularyzacji historii, kultury, przyrody oraz ochrony dziedzictwa Mazowsza. Stowarzyszenie organizuje wydarzenia kulturalne (konferencje, wykłady, wystawy, konkursy fotograficzne i plastyczne), prowadzi działalność wydawniczą, badawczą i naukową.

## Prowadzone projekty
- od 2010 roku – Tu było, tu stało – dokumentacja i prezentacja na mapie obiektów architektonicznych Warszawy, które zostały zburzone przed 1989 rokiem[1][2][3][4]. W listopadzie 2013 powstała druga część mapy – w formie drukowanej, a w grudniu 2015 miała miejsce premiera trzeciej części mapy pod nazwą „Tu było, tu stało 3. Przekształcenia w architekturze Warszawy po 1989 r.”.  W 2015 roku w ramach projektu rozpoczęto cykl warszawskich spacerów architektonicznych[5][6][7][8], prowadzonych przez historyków sztuki i architektów. Tematem spacerów są warszawskie budynki, które po 1989 roku uległy przekształceniom.

- od 2011 roku – Po Woli do woli – cykl spacerów po zabytkowych obiektach fortyfikacyjnych warszawskiej dzielnicy Wola[9][10][11][12]

- od 2014 roku – O rany, Bielany – cykl spacerów po warszawskiej dzielnicy Bielany[13]

- od 2015 roku – Przypadek miasto – cykl warsztatów architektonicznych prowadzonych m.in. w partnerstwie z Muzeum Sztuki Nowoczesnej w Warszawie[14][15]. Warsztaty dla dorosłych prowadzili między innymi architekci (Karol Langie, Joanna Koszewska), historycy sztuki (Tomasz Fudala, Aleksandra Stępień) czy artyści wizualni (Marcin Chomicki, Justyna Wencel)